# 卡斯特利德卡斯特利斯
卡斯特利德卡斯特利斯，是西班牙巴伦西亚自治区阿利坎特省的一个市镇。总面积46km2，总人口471人（2001年），人口密度10人/km2。